# Солтмани (метеорит)
Солтмани (Sołtmany) — кам'янистий метеорит, що, впав 30 квітня 2011 року в селі Солтмани в Гіжицкому повіті в Польщі.
Метеорит упав о 6:03 ранку на агротуристичну ферму в селі Солтмани, якою керує Альфреда Левандовська. Альфреда Левандовська вранці почула гучний свист і тріск, вибігла на подвір'я й побачила діру в даху однієї з господарських будівель, переобладнаної під ванні кімнати для гостей. За кілька метрів вона знайшла камінь розміром з кулак, розламаний надвоє. Про падіння метеорита повідомили Романа Жепку, любителя астрономії з Гіжицька, а він, у свою чергу, повідомив Анджея Пільського з Польського метеоритного товариства. Згідно з аналізами, проведеними професором Лукашем Карвовським з Сілезького університету, метеорит Солтмани був класифікований як кам'яний метеорит, що належить до групи звичайних хондритів (олівін-гіперстенових хондритів) L6. Великі фрагменти загальною масою 1066 г потрапили до Музею наук про Землю Сілезького університету (найбільший фрагмент вагою 65,8 г), Вроцлавського технологічного університету та кількох найбільших музеїв Польщі та інших країн. Великий фрагмент досліджували в лабораторії Гран-Сассо в Італії, де його вік оцінили в 4,137 млрд років.
Результатам наукових досліджень цього метеорита було присвячено цілий номер 2 журналу «Метеорити» за 2012 рік, а також статтю за 2016 рік польською мовою.